# Urocaridella vestigialis
Urocaridella vestigialis är en kräftdjursart som beskrevs av Fenner A. Chace och Bruce 1993. Urocaridella vestigialis ingår i släktet Urocaridella och familjen Palaemonidae. Inga underarter finns listade i Catalogue of Life.